# Frédéric Brandon
Pour les articles homonymes, voir Brandon.
Frédéric Brandon est un peintre français né le 19 janvier 1943 à Paris.

## Biographie
Frédéric Brandon effectue des études à Paris à l'Académie Julian en 1965, puis à l'École nationale supérieure des beaux-arts de 1965 à 1968, avant d'être nommé professeur de dessin au lycée Lakanal de 1968 à 1970.
Expose sa série des Vaches au Salon de la jeune peinture et participe, en 1972 au collectif antifasciste.
Frédéric Brandon s'installe en Normandie jusqu'en 1980, puis retourne à Paris.
Frédéric Brandon, proche des artistes de la génération de la Figuration narrative, a consacré son œuvre, depuis quarante ans, à poser la question « Qu'est-ce que la peinture ? », avec une succession de thèmes dont la série des Clowns à laquelle son ami le peintre péruvien Herman Braun Vega fait référence dans le portrait qu'il fait de lui en 2003.
En 2017, la galerie Hélène Nougaro organise au centre de Paris, une exposition rétrospective se déroulant sur un an et présentant successivement 50 ans de production artistique.
En 2018, son exposition à la mairie du 9e arrondissement de Paris est exclusivement consacrée à la ligne 9 du métro jusqu'au terminus de la mairie de Montreuil où il habite.

## Expositions personnelles
- 1990 : galerie Colin Maillard, Paris ; galerie 10, Paris.
- 1991 : galerie 10, Paris.
- 1993 : galerie Colin Maillard, Paris ; galerie Pascal Gabert, Paris.
- 1994 : FIAC, Paris ; galerie Pascal Gabert, Paris.
- 1995 : galerie Wam, Caen.
- 1996 : « Gravures », atelier Taille-douce, Issy-les-Moulineaux.
- 1999 : « Un architecte, un peintre », Fondation d'art contemporain Daniel et Florence Guerlain, Les Mesnuls ; « Vanités », galerie Pascal Gabert, Paris.
- 2000 : « Monsieur Jadis », Antoine Blondin, gouaches et dix gravures, librairie Le Bateau ivre, Paris ; « En remontant de l'atelier », galerie Wam, Caen, France.
- 2001 : « Variations sur trois thèmes », Espace Lhomond, Paris ; « Peinture », galerie d'art contemporain, Chamalières, France.
- 2002 : « Peintures », galerie Arts multiples, Metz, France.
- 2003 : « Moi moi moi toujours moi », galerie Pascal Gabert, Paris ; « Qu'est-ce que la peinture ? », galerie Le Garage, Orléans, France.
- 2008 : « Vivement la fin des vacances, Qu'est-ce que la peinture, Moi, moi, toujours moi ! », villa Tamaris, La Seyne-sur-Mer, France.
- 2009 : « Adieu Poissons », galerie Gabert, Paris ; musée Quesnel-Morinière, Coutances, France.